# Bojay Filimoeatu
Bojay Bruce Feleunga Filimoeatu (Fontana, Kalifornia, 1989. december 6. –) amerikai amerikaifutball-játékos és -edző, 2024-től a San Jose State Spartans linebackereinek edzője.

## Fiatalkora
A Utah állambeli West Valley Cityben nőtt fel. A Granger középiskolában az amerikaifutball-csapat fullbackje és linebackere volt.

## Játékosként

### Egyetemi
Kaliforniába visszatérve a Mt. San Antonio College-re iratkozott be; 2010-ben megnyerték második állami bajnoki címüket, Filimoeatut ekkor a California Community College Athletic Association az év legértékesebb védőjátékosának választotta. 2011. január 30-án sportösztöndíjjal a Utahi Állami Egyetem hallgatója lett.
| Név                                                         | Lakhely                           | Egyetem                 | Magasság | Tömeg  | Beiratkozás      |
| ----------------------------------------------------------- | --------------------------------- | ----------------------- | -------- | ------ | ---------------- |
| Bojay Filimoeatu WDE                                        | West Walley City (Utah)           | Mt. San Antonio College | 188 cm   | 113 kg | 2011. január 30. |
| Bojay Filimoeatu WDE                                        | Értékelés: Rivals.com: 247sports: |                         |          |        |                  |
| Rangsor: Scout: 31. (junior), 1. / Rivals.com: 36. (junior) |                                   |                         |          |        |                  |

A 2011-es és 2012-es szezonokban 112-szer, utolsó évében 71-szer blokkolt.

### Profi
A 2013. januári térdsérülése miatt a szezonban csak a 2014-es NFL-draft bemutató mérkőzésén játszott. Május 19-én az Oakland Raiders szerződtette, de az edzőtábor végeztével kirúgták. Szeptember 13-án a Taiwan Jones tagja lett, első mérkőzését másnap játszotta. A 2014-es szezonban összesen nyolc mérkőzésen szerepelt.

## Edzőként
2016-ban az Oregon State Beavers linebackereinek és a védőjáték minőségért felelős edzője lett. 2017-ben a San Jose State Spartans, 2018. december 19-én pedig a Utah State Aggies munkatársa lett.
2024-ben visszatért a Spartanshoz.

## Fordítás
- Ez a szócikk részben vagy egészben  a   Bojay Filimoeatu című angol Wikipédia-szócikk ezen változatának fordításán alapul.  Az eredeti cikk szerkesztőit annak laptörténete sorolja fel. Ez a jelzés csupán a megfogalmazás eredetét és a szerzői jogokat jelzi, nem szolgál a cikkben szereplő információk forrásmegjelöléseként.